# یورکی پللینن
یورکی پللینن (انگلیسی: Jyrki Pellinen؛ زادهٔ ۱ ژانویهٔ ۱۹۴۰) مؤلف (پدیدآور)، نقاش، نویسنده، و شاعر اهل فنلاند است.
وی همچنین برندهٔ جوایزی همچون جایزه اینو لینو شده‌است.